# قهرمان (ورزش)
یک قهرمان یا چمپین (به انگلیسی: Champion) در ورزش، به پیروز یک چالش، مسابقه یا رقابت گفته می‌شود.